# مزایده خودرو

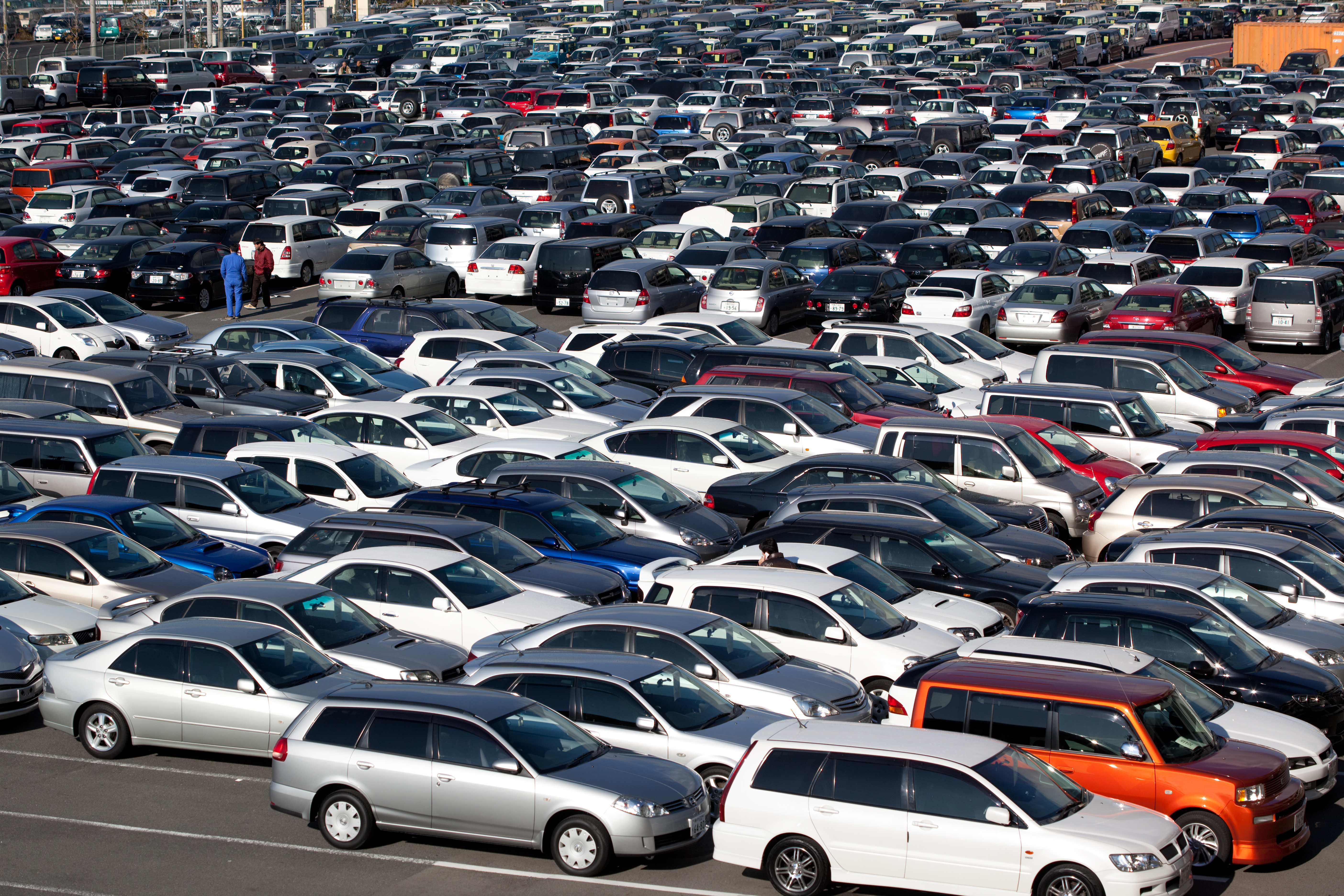
یک پارکینگ پر از خودرو

مزایدهٔ خودرو شیوه‌ای برای فروش ماشین‌های نو و خصوصاً دست‌دو بر پایهٔ مزایده است.

## در کشورها

### ایران
در حوالی ضلع شمالی اتوبان تهران کرج جنب پارک چیتگر، پارکینگ خودروهای خاص ایران خودرو است. این خودروها را ایران خودرو با نام خودروهای کارشناسی، معیوب یا مستعمل به مزایده می‌گذارد.